# 乳腺外科医事件
乳腺外科医事件とは、患者を手術した乳腺外科医（以下、X）が女性患者（以下、A）による訴えにより準強制わいせつ罪で起訴され、一旦は有罪となった事件である。有罪判決は最高裁で差し戻され、差し戻し控訴審で「Aが麻酔覚醒時のせん妄に伴って性的幻覚を体験していた可能性が否定できない」、争点であったDNA定量検査は「検査手法に問題はなく、科学的証拠として認められる」一方、DNA定量検査・アミラーゼ鑑定について「本件付着物に含まれるDNA量が多量で、付着物に唾液が含まれている可能性が高いとしても、唾液の飛沫に含まれた口腔内細胞の有無が影響した可能性が否定できず、（中略）A証言を支えるだけの十分な証明力があるとはいえない」などとして無罪が言い渡された。

## 発端
2016年5月10日、Aに対して右乳腺腫瘍切除手術が実施された。手術は全身麻酔で吸入麻酔薬、静脈麻酔薬、鎮痛剤が用いられた。術後に看護師ら複数人が術後の措置をしたが、Aは「ぶっ殺してやる」といった暴言を吐くなどの意識障害を伺わせるような発言もあった。Aはこの発言について“ぶっ殺すなんて絶対言っていない”と主張している。術後に運ばれたAの病室は4人部屋で当時満室であり、病室のドアは開放されていた。報道によると、Xは診察時、手術の切除縫合部からの出血がないかガーゼをめくって確認しただけで時間はわずか数分であり、同時刻は看護師や薬剤師が頻繁に出入りする時間帯であったがAのベッドはカーテンが閉められていた。さらに弁護側主張によると、隣のベッドとの距離は1メートル程度であり、ベッドは術後看護のために高く固定され転落防止のベッド柵が3本建てられていた。
術後約30分が経過した頃、XがAの左乳房を舐め、その後自慰行為を行ったと認識したAはLINEで知人に「たすけあつ」「て」「いますぐきて」、「先生にいたずらされた」「麻酔が切れた直後だったけどぜっいそう」「オカン信じてくれないた」「たすけて」とメッセージを送信した。Aは当時のことについて“事件当時、意識がハッキリしていて証拠を保全し、警察を呼ぶほど冷静だった。”と供述している。当日はAの母親が付き添いのために来院しており、Xが自慰行為をしたとされる時刻には母親はAのベッドサイドに居た。診察があるというのでカーテンの外側に出たが、廊下に出ずベッドのすぐ近くにいた。
同日中に警察官がAの左胸より「付着物」を採取・保存した。左胸以外からは検体採取しなかった。同付着物の鑑定の結果、XのDNAとアミラーゼが検出された。
またAは「上半身裸の写真を15枚以上顔を入れて撮られました。普通はありえないやり方だそうです」と発言している。

## 裁判

### 一審（東京地裁）
Xは準強制わいせつ容疑で8月25日に逮捕され、9月14日に起訴され、105日間勾留された。
裁判では「被害者証言の信用性」と「DNA定量検査・アミラーゼ鑑定の信用性」が争われた。
被害者証言の信用性について
- 検察側はAの証言を「十分信用できる」「虚偽証言の動機もない」とし、病院側の証言も総て「虚偽の証言をする動機がある」とした[8]。一方病院側はA自身が病室に戻った後に「痛みを訴えた」「何度もナースコールを押して看護師を呼びつけた」「検温・血圧測定などをされた」「検温時に“ふざけんな、ぶっ殺すぞ”と発言した」「大声で叫んだ」ことを何れも覚えておらず、訴えは術後譫妄状態下での幻覚だった可能性が高いとした[8]。

- 判決では、Aの「右手で左乳首を触ると唾液がべったりついていた」との証言は警察官調書に記載がないため後から意図的に追加した疑いが拭えないとされた[4]。また、A証言によるとAに病院で臭いについて「分からない。」と言ったにも関わらず、裁判ではその点に触れず左胸から唾液の臭いがしたとした母親の証言は意図的にAと整合させている疑いがあり、さらに医師が気づいたらいなくなっていたとする証言も信じ難いため、母親証言のエピソード詳細等は信用し難いとされた[4][注 2]。
- 一方で、病院関係者による虚偽証言や口裏合わせは具体的な証拠がなく臆測にすぎない、看護師がカルテに「覚醒良好」と記載していたにも関わらず後からXの弁護士や病棟スタッフと話して半覚醒だったと気づいたと裁判で証言した点は、そもそもカルテ記載は簡潔なものであり看護師の説明も説得力があることなどからして問題ではない、「ふざけんな、ぶっ殺してやる。」とのAの発言を看護師同士で引き継ぎしなかった点は不自然ではない[5]、Aが大声を出したなどと証言した[15]同室患者が母親に助けを求めるAの発言は聞いていないと証言した点もA発言の具体的な裏付けがないため不自然ではない、などとして、Aの様子に関する病院関係者らの証言は大筋信用できるとされた[5][注 3]。
- Aの証言の信用性は、せん妄の影響の可能性を考慮する前の時点ではなおも認められたものの[4]、病院関係者の証言を前提に、せん妄の可能性を示唆した弁護側専門家証言の信用性が高く評価された[16]。結論として、検察が主張する犯行時間帯にAがせん妄状態にあり、かつ性的幻覚を体験していた可能性があるため、Aの証言の信用性には疑問があるとされた[16]。

DNA定量検査・アミラーゼ鑑定の信用性について
- DNA定量検査については、標準資料データやDNA抽出液が廃棄されているためDNA検出量（1.612ng/μL）の検証ができず、唯一残されているメモは鉛筆で書かれたものであった[17][18][11]。アミラーゼ鑑定についても検査結果の写真が無く、検査担当者だけが目視して鉛筆で「＋」と手書きで記録していた[10][19]。また、DNA・アミラーゼ鑑定のワークシートには消しゴムで消して鉛筆で上書きした痕跡が複数認められ、鑑定推移に沿って記載していないことがあったと疑わせる記載もあった[20]。これらの点を踏まえ、判決ではDNA定量検査およびアミラーゼ鑑定の信用性に疑義があるとされた[21]。（※補足1）

- さらに、DNA定量検査およびアミラーゼ鑑定に信用性があると仮定したとしても、DNA結果についてはわいせつ行為によるものという仮説が有力かもしれないが、なお、会話時の口腔内細胞を含む唾液飛沫によるものである可能性などの反対仮説を排斥できず（※補足2）、アミラーゼ結果についても会話時の唾液飛沫や触診時の汗などの付着によるものである可能性を排斥できないとして、その証明力は十分なものとはいえないとされた[21]（※補足1）。なお、現場に臨場した警察官が左胸以外の他の部分からも付着物を採取していれば、何らかの事実が判明し真相解明につながった可能性があった[22]。
  - ※補足1：前提として、わいせつ行為以外でXの唾液およびDNAがAの左乳首付近に付着する可能性が検討された[23]。弁護側は手術直前および入院直後の検査時においてXによる両胸の触診および両胸が露出した状態での発言があった旨主張した[23]。一方、Aは手術直前は麻酔下にあり、入院直後の検査時については左胸の触診はなかったと主張した[23]。判決では、弁護側関係者・専門家証言など、また入院直後の検査時については「疑わしきは被告人の利益に」の観点にも基づき、両場面において弁護側の主張が認められた[23]。
  - 補足2：裁判では、（1.612ng/μL）という多量のDNAが検出されたことについて、検察側・弁護側専門家共に、唾液だけでなく口腔内細胞が含まれていたのではないかとの見方をした[21]。そこで、ある程度の大きさの口腔内細胞等が唾液飛沫に含まれる可能性について争われた。判決では経験則および弁護側専門家証言に基づき、可能性があるとされた[21]。

Xが撮影したAの顔入りの患部写真について、検察側はXがAに性的興味を持っていたと主張するとともに、押収されたSDカードに私的と見られる写真が混在していた点や、Aの写真が当該SDカードから削除されていたのに対し他の患者のデータが残っていた点を指摘した。一方、弁護側はそれらの写真が全てマーキング（メスを入れる場所を精密に決定する印）されたものであり、検察官が指摘した性的興味は見当違いであると主張した。判決では、Xが「医学的な目的以外でAを撮影したことがあったとは認めるに足りない」と判断された。
さらに、判決では、Xが「本件当日、午前中も多数の患者を診療したことがあったとしながら、起床時の身支度以降、本件手術の直前まで一度も手洗いをしなかったなどと、医療従事者の行動としてにわかには信じ難い内容の供述をしている」との指摘があった。これに伴い、手術直前の触診や会話に関する事実認定の際には、Xの供述は他の証拠と整合する範囲でのみ採用された。しかしそれ以外は、供述全体を通してみても自供を窺わせる部分はなく、供述に一部信用性がないからといってわいせつ行為があったと推認はできないとされ、特に判決に影響しなかった。
検察は「主治医としての信頼を逆手に患者の身体を欲望の赴くままに弄び、反省が見られず、再犯の可能性がある」として懲役3年を求刑していた。
東京地裁は2019年2月20日、A証言の信用性には疑問があり、アミラーゼ鑑定およびDNA定量検査も信用性に疑義がある上にその証明力は十分なものとはいえないとして、無罪判決を下した。
無罪判決を受けて、Aの弁護団が結成された。弁護団は、顔を入れた写真や看護師証言の変化に対する評価など、「被害者側に有利に働くような事実認定がされていない」「初めから無罪ありきで書いた判決だ」と批判した。また、判決では鑑定の抽出液を捨てたことを非難しているが、再現可能性を保持するための試料であるガーゼの半分は残っている点を指摘しておらず、「非科学的な判決」であると主張した。東京地検は2019年3月5日、東京高裁に控訴した。

### 二審（東京高裁）
検察側は控訴趣意書の2⁄3を割いてDNA定量検査およびアミラーゼ検査が科学的に問題ないことを主張したが、その正当性を裏付けるとして提出された資料にはそれを反証する記述があり、弁護側は検察側意見者が矛盾する論文を執筆していた事実等を指摘した。
検察側証人は譫妄の専門家ではなく、模式的に譫妄とアルコール酩酊を対比させて独自の見解を披露し、低活動型譫妄で幻覚体験をすることはなくAの訴えは性被害者の訴えの典型であると述べた。しかし低活動型譫妄で幻覚が生じないことの出典は無く、逆に全身麻酔後の覚醒時譫妄リスクが高いことが知られている。また麻酔薬使用時の性的幻覚の症例報告は世界中にあり、当時用いられた全身麻酔薬については、“生々しい性的幻覚”を見たとの報告が複数有る。
東京高裁は、Aの証言については具体的、詳細、迫真性が高い上に、LINEメッセージと整合していること、Xの立ち位置についてや下半身が動かせなかったことについて病院関係者と証言が整合していることなどに鑑み、信用性が高いとした。なお、Aの「右手で左乳首を触ると、唾液がべったり付いていた」という証言は、事件直後の聴取で重要事項が思い出せなかったり質問されないために調書に書かれないことは時折起こる事であり、他の事実認定された証言とも整合するため、A証言の信用性を疑う要素にはならないとして、一審の判断を翻した。
一方、Aが「ふざけんな、ぶっ殺してやる」「ここはどこ。お母さんどこ」などと発言したという看護師らの証言については、カルテに記載がない、さらに、看護師がカルテに「覚醒良好」と記載していたにも関わらず弁護士や病院関係者と話した後に裁判では「半覚醒」だったと異なる証言したことも合理的とは言えないなどとして、一審のこれらのA発言の事実認定に疑問の余地があるとした。なお、Aが「お母さんはなんで信じてくれないの」「こんな病院すぐに帰る」などと大きな声を出した、「お母さん助けて」「触られた」とは言っていなかった、などと証言し、一審判決ではいずれかのタイミングでAの声を聞いた点を事実認定されていた同室患者の証言については、二審判決では言及されなかった。
DSM-5などの国際的な診断基準を用いてAが「せん妄状態にあり幻覚を見た可能性が高い」とした弁護側専門家証言については、裁判所は、これを採用した一審判決説示に疑問を呈した上で、二審の弁護側専門家証人（がん患者のせん妄や末期治療の専門家）の証言の信用性は診断基準を用いない前述の二審検察側専門家証人（せん妄の専門家ではないが、関する臨床経験は豊富）の証言と比べて低いとした。理由としては、一審弁護側専門家証言は事実認定を取り消したA発言を前提としており信用性を大きく損なう、低活動型せん妄も幻覚を伴うとした二審弁護側専門家証言は高齢者を母数とする文献を基にしていて必ずしも本件に当てはまらない、仮にせん妄に該当したとしても直ちに性的幻覚の可能性にはならない、状況に適切に送信しているLINEメッセージや二審弁護側専門家証言を踏まえても、短時間で覚醒と幻覚を繰りかえしたとは考えにくい、などの点が挙げられた。結論として、Aはせん妄に陥っていなかったか、陥っていたとしても幻覚は生じていなかったとされた。
鑑定については、検査者は科捜研の通常の手順に従っており、鑑定結果の検証が難しいことは科学的厳密さを弱めることにはなるが、だからといって直ちに信用性が失われるということはないなどとして、信用性を認めた。唾液やDNAがわいせつ行為以外で左胸に付着する可能性についても、手術直前に両胸を露出した状態で横になっているAを挟んでXと会話した前立ち医師のDNAが検出されていないこと、弁護側の触診実験で検出されたDNA量は本件DNA定量検査で検出された量の18.5分の1、本件DNA定量検査で検出されたDNA量は弁護側の唾液飛沫実験での検出量の約642倍と圧倒的な差があったことなどから、触診による汗等の付着や唾液飛沫では本件DNA定量結果の説明が困難であると判断された。判決では、「アミラーゼ鑑定、本件DNA型鑑定及び本件DNA定量検査の結果は、科学的な厳密さの点で議論の余地があるとしても、Aの原審証言と整合するものであって、その信用性を補強する証明力を十分有するものといえる」とされた。 
A証言および鑑定その他証拠を総合すると、本件の事件性について合理的な疑いの余地がない立証があるとして、東京高裁は2020年7月13日、懲役2年の実刑判決を下した。
2020年7月15日、日本医師会会長は会見で「体が震えるほどの怒りを覚えた。日本医師会は判決が極めて遺憾であることを明確に申し上げ、今後全力で支援する」と表明した。
2020年8月5日、日本医師会副会長は「もし、このような判決が確定すれば、全身麻酔下での手術を安心して実施するのが困難となり、医療機関の運営、勤務医の就労環境、患者の健康にも悪影響を及ぼすことになる」とコメントした。

### 三審（最高裁）
2022年1月21日、上告審弁論が行われた。最高裁でも (1)被害者証言の信用性、(2)DNA検査の証明力の2点が争点となった。(1)の譫妄の判断については「検察側専門家の見解は医学的に一般的なものでないことが相当程度うかがわれるにもかかわらず、その見解に基づいて、譫妄および幻覚があり得るとした第１審判決の判断の不合理性を適切に指摘しているものとは言えない」と判断された。
2022年2月18日、最高裁判所第2小法廷は科学的検討が不充分で「疑問点が解消し尽くされておらず、検査の結果の信頼性にはなお不明確な部分が残っている」として、東京高裁判決を破棄し、高裁に審理を差し戻した。

### 差し戻し審
2025年3月12日、差し戻し控訴審で東京高等裁判所は一審を支持し、Xを無罪とした。
判決は、Aや母親の証言、病院関係者の証言、せん妄とそれに伴う幻覚に関する専門家証言、および科学鑑定結果について、全体的に一審の判断を支持した。
主要争点であったDNA定量検査については、科捜研の通常手順・運用に沿っているなどの理由からDNA定量検査の科学的許容性や手法の信頼性は認めつつ、証明力が十分でないとした。証明力検討のうち、弁護側唾液飛沫実験と比べて約642倍の1.612ng/µLいう多量のDNAがDNA定量検査で検出された点については、検査が1回しか行われていないなどの理由から検査結果に相応の誤差が考えられる、また、一審の判断と同様に、検査結果に口腔内細胞が影響している可能性を踏まえると多量のDNA検出は口腔内細胞を含む唾液飛沫が影響した可能性が否定できないため、ここからわいせつ行為は推認できないとした。